# Tista črna kitara
»Tista črna kitara« je skladba Vlada Kreslina iz leta 1986. Avtor glasbe je Miro Tomassini, tekst pa je napisal Vlado Kreslin.

## Snemanje
Skladba je bila izdana na njegovi samostojni kaseti (kompilaciji) Vlado Kreslin pri založbi ZKP RTV Ljubljana na kaseti. Za skladbo s posneli tudi videospot, ki prikazuje Kreslina in rome skupaj ob večernem tabornem ognju.

### Produkcija
- Miro Tomassini – glasba
- Vlado Kreslin – tekst
- Borut Činč – tonski snemalec
- Grega Forjanič
- Silvester Stingl
- Lado Jakša

### Studijska izvedba
- Vlado Kreslin – solo vokal, akustična kitara
- Čarli Novak – bas kitara
- Tone Dimnik "Čoč" – bobni
- Matjaž Sekne – viola ali violina
- Janez Zmazek – električna kitara
- Urban Urbanija – saksofon
- Zoran Predin – spremljevalni vokal
- Veronika Cetina – spremljevalni vokal

## The Walkabouts
»That Black Guitar« je angleška priredba ameriške skupine The Walkabouts iz leta 2000, katere član je bil Chris Eckman. Izšla je na albumu Train Leaves at Eight pri založbi Glitterhouse Records.
Spoznali pa so se tako, da je Scott McCaughey iz skupine R.E.M.  predstavil Vlada Kreslina, ki mu je bil predskupina v Ljubljani, Chrisu Eckmanu, članu zasedbe The Walkabouts. 

### Produkcija
- Miro Tomassini – glasba
- Vlado Kreslin – besedilo (izvirnik)
- The Walkabouts – producent
- Kevin Suggs – tonski snemalec, producent
- Anda Beer – prevod teksta v angleščino
- Erica Johnson – prevod besedila v angleščino

### Studijska izvedba
- Chris Eckman – solo vokal, kitara
- Carla Torgerson – vokal, kitara
- Glen Slater – klavir
- Joe Skyward – bas kitara
- Brian Young – bobni
- Anne Marie Ruljancich – violina
- Elaine di Falco – harmonika
- Peter Buck – bouzouki (grška različica tamburice)

## Ariel Cubría
"Essa negra guitara" je španska priredba kubanskega glasbenika Ariela Cubríe iz leta 2014, skupaj z svojo zasedbo Vivaracha in v sodelovanju z Vladom Kreslinom. Španski tekst je napisal Ariel Cubría.
Snemanje je potekalo v studiu Hupa v Ljubljani pri Petru Leberju. Miks in mastering pa v Rimshot studios v Madridu pri Carlosu Lillo. Single je bil izdan 24.10.2014 na platformi ITunes.

### Produkcija
- Miro Tomassini – glasba
- Vlado Kreslin – tekst (original)
- Ariel Cubría – tekst (španski), aranžma

### Studijska izvedba
- Ariel Cubría – vokal, bas kitara, akustična kitara, spremljevalni vokali
- Vlado Batista – violina
- Lazaro A Hierrezuelo – timbale, mini tolkala
- Jacques Centoze – konge
- Stefano Muscovi – trobenta
- Raimundo Nieves – klavir
- Miron Hauser – trombon

### Videospot
28. aprila 2015 je izšel videospot, ki ga je produciral Gašper Milkovic Biloslav. V njem je sodelovalo osemnajst plesalcev plesne šole Cubana Ljubljana, zasedba Vivaracho in tudi Vlado Kreslin.